# شارلی شرینگهام
شارلی شرینگهام (انگلیسی: Charlie Sheringham؛ زادهٔ ۱۷ آوریل ۱۹۸۸) یک بازیکن فوتبال است.